# Gmina Tuszyn
Die Gmina Tuszyn ist eine Stadt-und-Land-Gemeinde im Powiat Łódzki wschodni der Woiwodschaft Łódź in Polen. Ihr Sitz ist die gleichnamige Stadt mit etwa 7300 Einwohnern.

## Geschichte
Die Gemeinde besteht seit 1973. Von 1975 bis 1998 war sie Teil der Woiwodschaft Piotrków.

## Gliederung
Die Stadt-und-Land-Gemeinde Tuszyn besteht aus der Stadt selbst und 20 Dörfern mit Schulzenämtern:
Bądzyń, Dylew, Garbów, Głuchów, Górki Duże, Górki Małe, Jutroszew, Kruszów, Mąkoszyn, Modlica, Rydzynki, Syski, Szczukwin, Tuszynek Majoracki, Wodzin Majoracki, Wodzin Prywatny, Wodzinek, Wola Kazubowa, Zofiówka, Żeromin.
Weitere kleinere Ortschaften sind: Garbówek, Gołygów, Józefów und Zagrody.

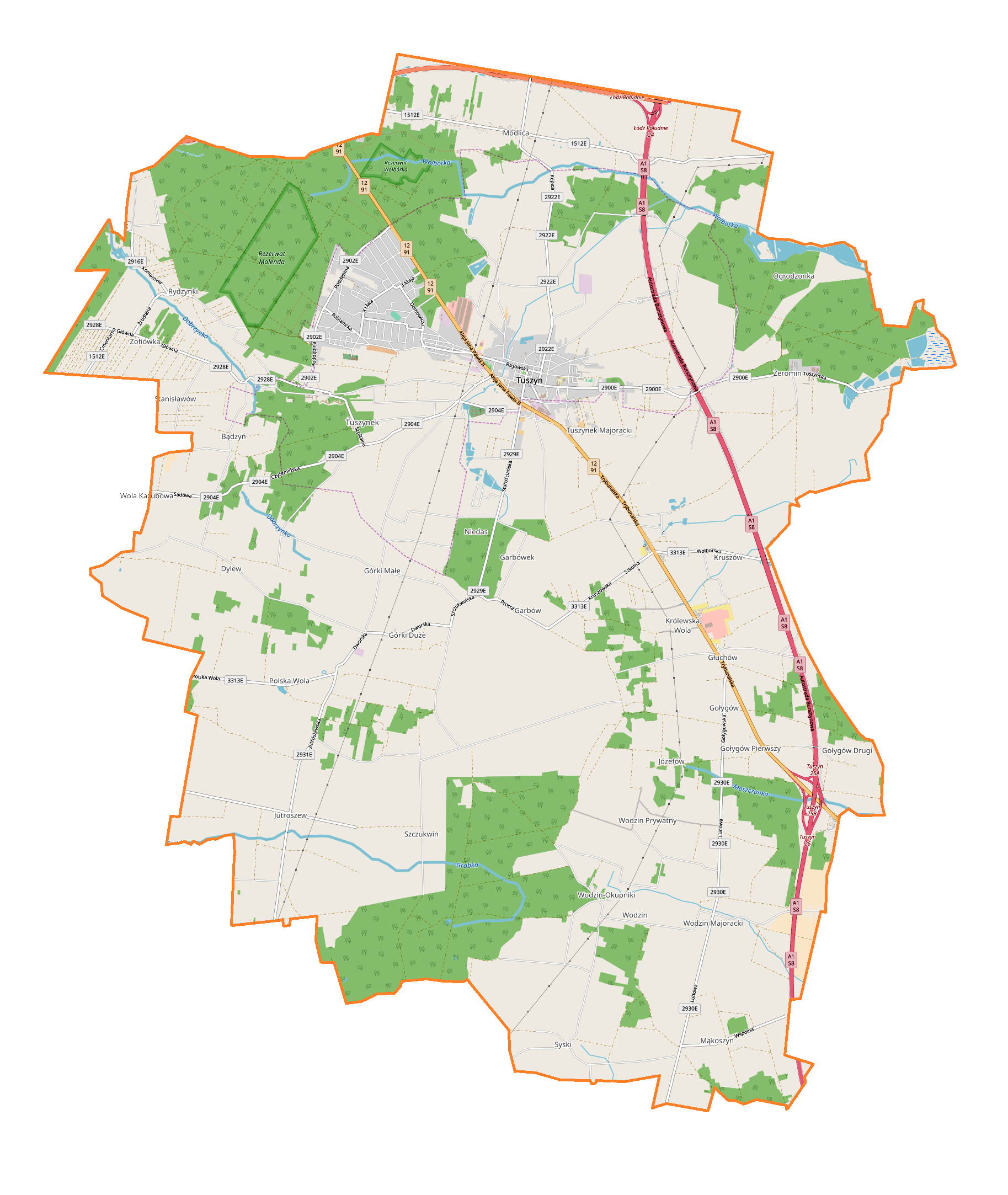
Karte der Gemeinde